# Kopnena Vojska JNA
Kopnena Vojska (KoV) fu l'esercito di terra jugoslavo dal 1945 al 1992. Erede dell'Esercito Popolare di Liberazione Jugoslavo del tempo delle guerre partigiane, è stato istituito nel 1946, dopo la proclamazione ufficiale della Repubblica Federativa Popolare di Jugoslavia, rinominatasi poi negli anni 70 in Repubblica Socialista Federale di Jugoslavia.
Inizialmente l'unico equipaggiamento pesante di cui disponeva erano carri armati medi T-34/85 di provenienza sovietica e di carri leggeri M3 Stuart. La rottura dei rapporti con l'Unione Sovietica di Stalin rese impossibile l'acquisto di nuovo materiale, questo spinse il presidente Tito a rivolgersi agli Stati Uniti, che fornirono alle forze armate jugoslave un consistente numero di carri medi M4 Sherman ed in seguito di carri M47 Patton. Negli anni '60, la normalizzazione dei rapporti con l'Unione Sovietica, operata dal nuovo capo di Stato Nikita Chruščëv, rese nuovamente possibile l'acquisto di materiale bellico sovietico. Vennero così acquistati un consistente numero di carri armati T-54 e T-55, che sarebbero stati la spina dorsale delle forze corazzate jugoslave fino agli anni ottanta, quando la Jugoslavia acquistò una piccola partita di carri armati sovietici T-72. Il carro interessò molto i vertici dell'esercito jugoslavo, che a partire dal modello originale sviluppò una propria versione del T-72, denominata M-84, con qualche miglioria ma esteriormente identico al carro d'origine. Le forze armate jugoslave in seguito seguirono al pari della nazione jugoslava un lento deterioramento, iniziato nel 1991, con l'inizio delle guerre civili e terminato nel 1999, con la guerra del Kosovo. L'attuale Esercito Serbo si può definire l'erede più diretto di quello jugoslavo, avendo attualmente in dotazione oltre la metà degli armamenti che a suo tempo furono dell'Esercito Popolare Jugoslavo. In passato era considerato la quarta forza terrestre in Europa come capacità di fuoco.

## Equipaggiamento
L'equipaggiamento consisteva in:
- Fucili d'assalto AK-47 e AK-74, sia originali, sia copie jugoslave.
- Fucili di precisione m-76.

## Carri armati

### Leggeri
- PT-76 - 100

### Medi
- M4 Sherman - 630 (tra cui M-32, M32B1 e M-74 serbatoio di recupero del veicolo, immagazzinati in riserva)
- T-34/85 - 308 (immagazzinati in riserva)
- M47 Patton - 319
- T-54/55 - 1000

### Pesanti
- T-72 - 93
- M-84 - 450

### Veicolo trasporto truppe
- MT-LB - ~ 200
- M-60P - ~ 800
- BTR-50 - 14 (attuale Serbia)
- BTR-60 (TBA-72) - 60

### Veicoli da combattimento fanteria
- BVP M80 - 600
- BRDM-2 - ~ 100
- BOV APC - 317 (Serbia)